# ماریان میهچوک
ماریان میهچوک (انگلیسی: MaryAnn Mihychuk؛ زادهٔ ۲۷ فوریه ۱۹۵۵) یک سیاست‌مدار اهل کانادا است. او وزیر توسعه نیروی استخدام و کار کانادا است.وی اصالتا ایرانی نیست و اطلاعاتی از او در دسترس نیست